# Main Guard w Valletcie
Main Guard (pol. Straż Główna), oryginalnie nazywana Guardia della Piazza – budynek w Valletcie na Malcie. Zbudowany w roku 1603 przez Zakon św. Jana jako kordegarda. Stoi w centrum miasta na St. George's Square, frontem do pałacu Wielkiego Mistrza. Aktualnie (2017) mieści się w nim biuro prokuratora generalnego.

## Historia
Budynek Main Guard zbudowany w roku 1603, aby pomieścić Regimento di Guardia, osobistą ochronę Wielkiego Mistrza Zakonu św. Jana. Stoi na placu przed frontem pałacu Wielkiego Mistrza.

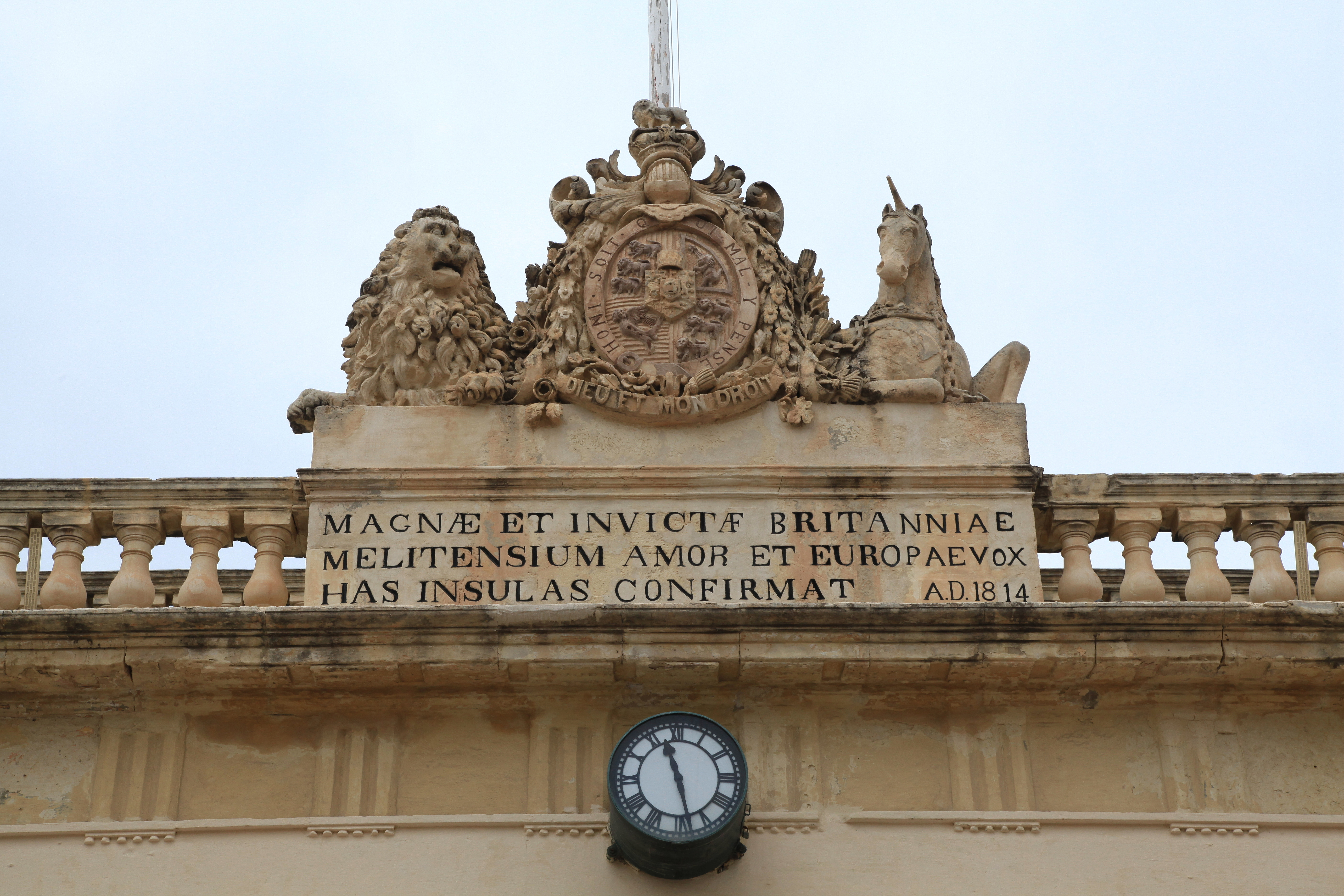
Brytyjski herb i inskrypcja nad portykiem

W roku 1814 Brytyjczycy dobudowali do istniejącego budynku neoklasycystyczny portyk. Ponad nim dodana została płaskorzeźba brytyjskiego herbu, wraz z następującym napisem poniżej:

MAGNÆ ET INVICTÆ BRITANNIAE

MELITENSIUM AMOR ET EUROPAE VOX

HAS INSULAS CONFIRMAT A.D. 1814

Brytyjczycy używali nadal budynku jako miejsca lokalizacji straży przybocznej, tym razem gubernatorów Malty, rezydujących w Pałacu Wielkiego Mistrza. Służba w Main Guard była nudna, wielu żołnierzy malowało lub wydrapywało oznaki pułkowe lub inne rzeczy na ścianach budynku.
W roku 1974 budynek został przekształcony w Libijskie Centrum Kulturalne (Libyan Cultural Centre), i herb brytyjski oraz inskrypcja zostały wtedy zasłonięte płytą pilśniową. Podobnie „sztuka naścienna” wewnątrz budynku przykryta została plastikiem, co uchroniło rysunki od zniszczenia i dewastacji, dzięki czemu przetrwały do dzisiaj.
W latach 90. XX wieku Centrum zostało przeniesione w inne miejsce, a budynek Main Guard stał się aneksem Biura Prokuratora Generalnego. W drugiej dekadzie XXI wieku były plany przyznania budynku Radzie Miasta (Valletta Local Council), nie zostały one jednak zrealizowane. Din l-Art Ħelwa zaoferowała odnowienie budynku.

## Wygląd budynku
Fasada budynku ma jedną kondygnację, lecz tylna jego część, od strony Strait Street, jest trzykondygnacyjna. Spowodowane to jest różnicą w poziomach ulic. Zegar na portyku, znajdujący się pod inskrypcją, jest jeszcze jedną pozostałością po Brytyjczykach. Unieruchomiony przez lata, 4 października 2009 roku, po wymianie części i oczyszczeniu, znów zaczął odmierzać czas.
W roku 2008 budynek Main Guard zaliczony został przez Malta Environment and Planning Authority do zabytków narodowych stopnia 1.

## Do poczytania
- Giovanni Bonello: The Latin inscription on Main Guard. [w:] Times of Malta [on-line]. 2010-06-18. (ang.).
- Lino Bugeja: Valletta – vibrant city of many styles. [w:] Times of Malta [on-line]. 2015-01-04. (ang.).